# Rathaus Retz

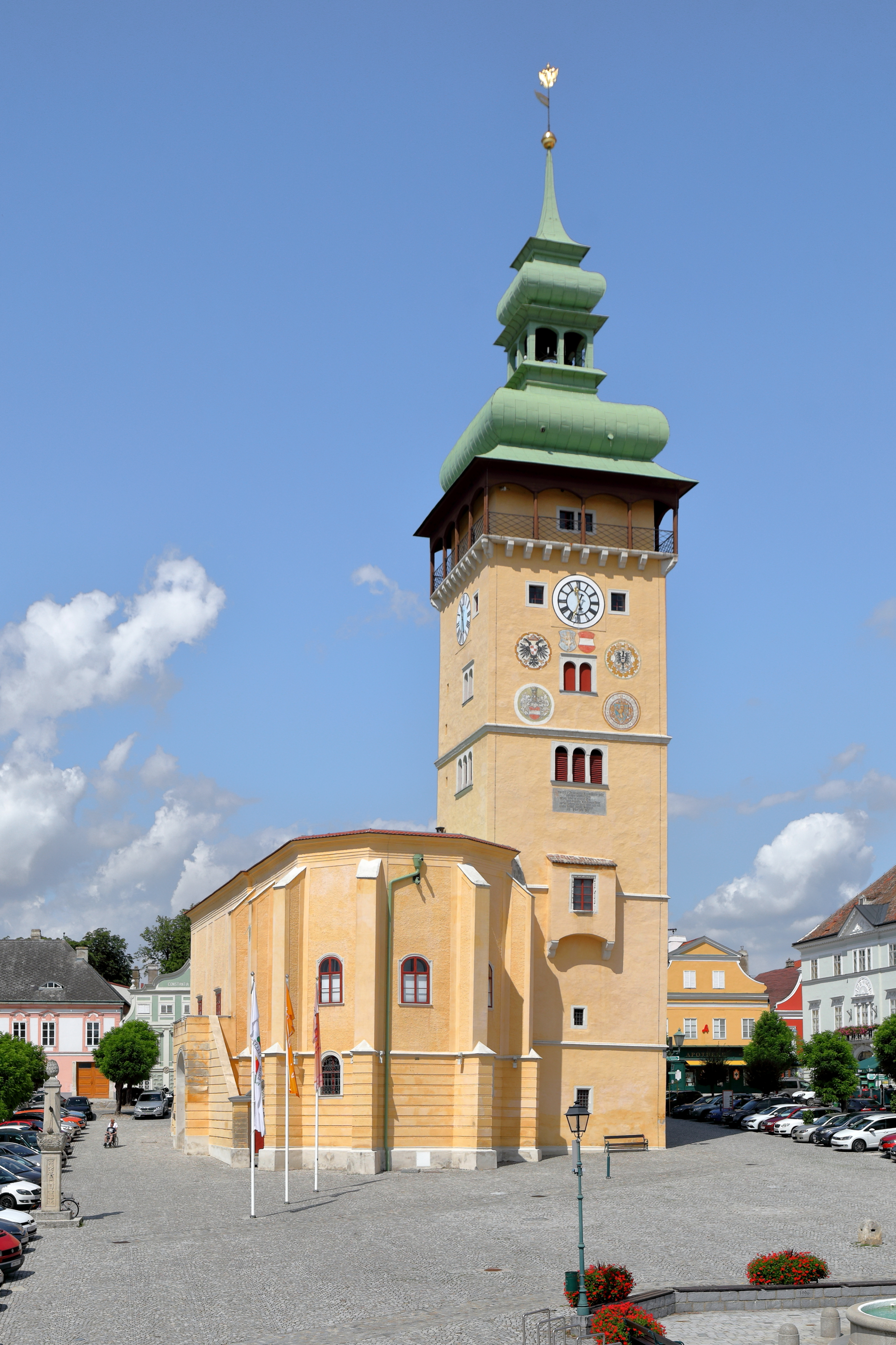
Retzer Rathaus

Das Rathaus von Retz in Niederösterreich beruht auf einer gotischen Kapelle, deren Umbau aus finanziellen Gründen ins Stocken geriet und später von der Stadtverwaltung als Gebäude, das ein Rathaus und eine Kapelle beheimatete, fertiggestellt wurde. Das Gebäude steht unter Denkmalschutz (Listeneintrag).

## Geschichte

### Kapelle
Die auf dem Hauptplatz von Retz errichtete gotische Kapelle wurde nach der Eroberung der Stadt durch die Hussiten schwer beschädigt. Eigentliche Eigentümerin der Kapelle war die Pfarre Sankt Stephan, doch diese war wirtschaftlich mit der Wiederherstellung der Pfarrkirche und dem zugehörigen Pfarrhof schwer belastet. Es wurden lediglich die notwendigsten Baumaßnahmen zur Erhaltung gesetzt. 1437 wurde die Kapelle samt ihren drei Altären durch den Passauer Weihbischof Matthias erneut geweiht.
Zwischen 1515 und 1520 wurde die Kapelle umgebaut und erweitert. Im Jahr 1520 erfolgte die Weihe des Priesterchores und der unterdessen vier Altäre. Mit der steigenden Zahl der Anhänger des Protestantismus sank die Zahl der Spenden für die Weiterführung der Umbauarbeiten.
Schon 1512 hatte die Stadt das neben der Burg gelegene Adelshaus erworben und ab 1519 als Benefiziatenhaus verwendet. Da ab etwa 1544 und 1545 die frei gewordenen Plätze nicht mehr nachbesetzt wurden, wurde hier eine Ratsstube eingerichtet und das Haus als Rathaus bezeichnet.
Der um 1560 immer noch nicht fertiggestellte Neubau der Marienkapelle auf dem Hauptplatz zeigte bereits arge Verfallserscheinungen. 1560 wurde zwischen der Stadt Retz und Leopold Hagen, dem Propst von St. Pölten, ein Vertrag abgeschlossen, nach dem die Kapelle und das zukünftige Rathaus in einem gemeinsamen Gebäude untergebracht werden sollten. Nicht geklärt wurden in diesem Vertrag allerdings die Eigentumsverhältnisse. Diese Rechtsunsicherheit führte in späterer Folge zu langwierigen Streitereien, die erst 1640 geklärt wurden.

### Umbau
Während der zwischen 1568 und 1569 durchgeführten Bauarbeiten wurde der hohe gotische Kapellenbau durch ein flaches Gewölbe in zwei Stockwerke geteilt. Der ebenerdig gelegene Raum übte weiterhin die Funktion einer Kapelle aus, während das Obergeschoß mit einem Bürgersaal, einem Ratssaal und weiteren Räumlichkeiten ausgebaut wurde. Die durch das Einziehen der Zwischendecke geteilten gotischen Fenster wurden durch kurze Fenster im Renaissancestil ersetzt. Das hohe gotische Dach wurde durch ein sogenanntes Grabendach ersetzt. Erschlossen wurde das Obergeschoß durch eine Freitreppe. Der bisherige Eingang zur Kapelle an der Westseite wurde zugemauert und durch einen Eingang an der Südseite ersetzt.
Die Bauarbeiten wurden von „welschen“ Maurern durchgeführt, die vermutlich deutsche Meister waren, die in Italien das Bauen im Renaissancestil gelernt hatten. Die Steinmetzarbeiten führte der aus Eggenburg stammende Steinmetz Linhardt Aigmann durch.

### Rathaus

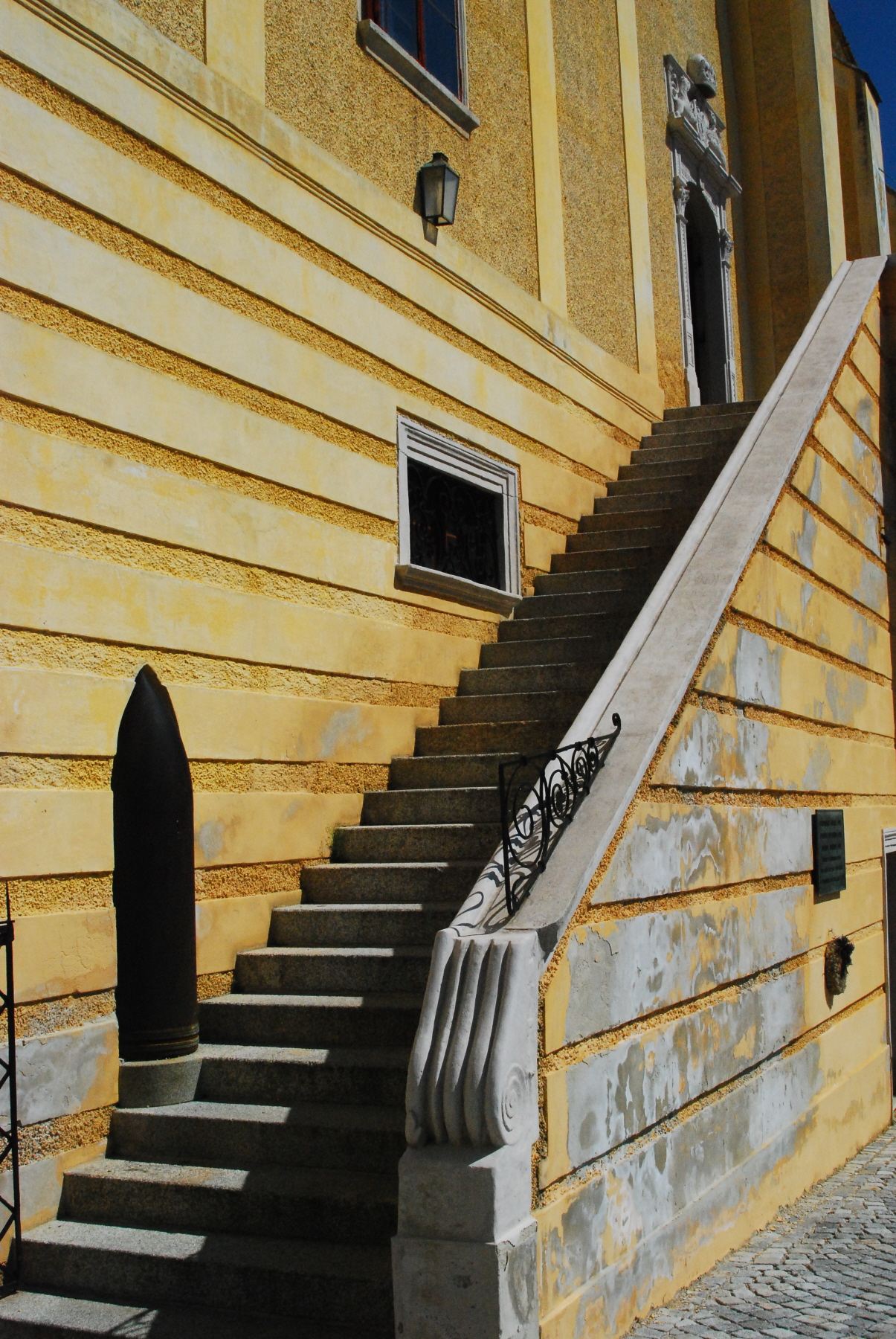
Stiegen zum Rathaus

So wie auch die Rathauskapelle wurde 1740 der Ratssaal umgebaut und erhielt ein neues Deckengewölbe. Gottlieb Starmayr sowie sein Schüler Martin Johann Schmidt schufen das Deckengemälde sowie Bilder von deutschen Königen und Kaisern aus dem Hause Habsburg in Einzel- und Doppelmedaillons an den Wänden.
1749 wurden die durch den schlesischen Krieg 1742 unterbrochenen Arbeiten am Rathaus mit der Erneuerung des Daches wieder aufgenommen. 1753 wurden die Böden im Bürgersaal, der Bürgerstube und des Vorhauses gepflastert. Im Jahr darauf (1754) erfolgten die Stuckaturarbeiten im Bürgersaal und die Fassade des Rathauses wurde neu verputzt.

### Rathauskapelle

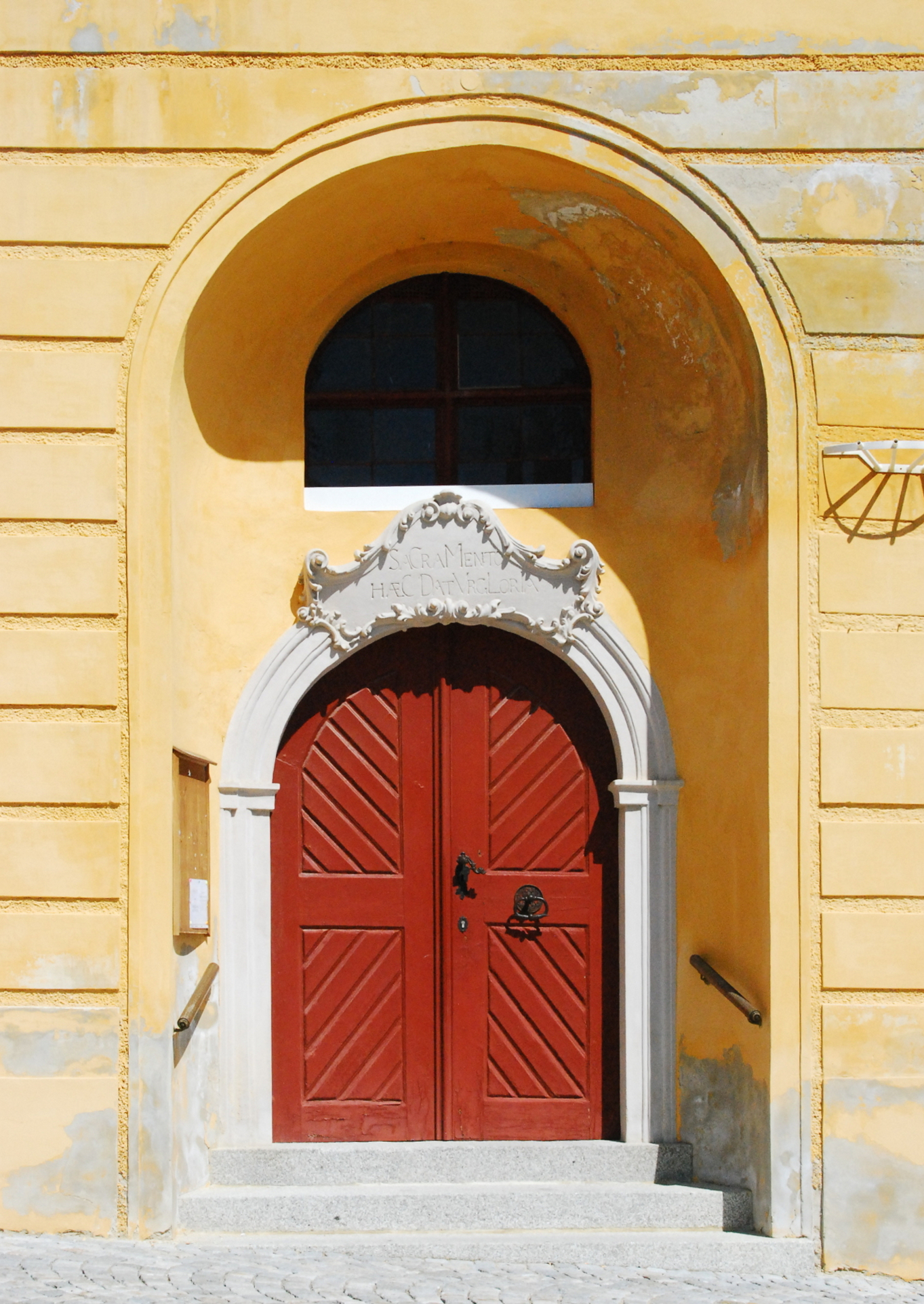
Eingang zur Rathauskapelle

Durch den solcherart durchgeführten Umbau der bisherigen Kapelle entstand eine relativ niedere „Rathauskapelle“. Ob die kirchlichen Behörden mit dieser Art der Umgestaltung einverstanden waren, ist nicht bekannt, da sich nach kirchlicher Auffassung oberhalb des Altarraums keine profanen Zwecken dienenden Räume befinden sollten.
Wann die Rathauskapelle wieder geweiht und für Gottesdienste genutzt wurde, ist nicht bekannt.
Der lange Zeit wenig beachteten Rathauskapelle wurde ab etwa 1718 wieder mehr Aufmerksamkeit geschenkt und verschiedene Stiftungen ermöglichten deren Ausgestaltung. 1740 wurde mit Umbauarbeiten begonnen. Dabei erhielt der vordere Teil der Kapelle ein neues, höheres Gewölbe und Säulen wurden entfernt. Zusätzlich wurde die Kapelle um Teile des anstoßenden Waaghauses vergrößert. Wegen des höheren Deckengewölbes musste auch der Fußboden im Ratssaal angehoben werden, was sich durch die Stufen an der Verbindungstür zum Bürgersaal bemerkbar macht.
1752 wurden schließlich auch in der Rathauskapelle die Umbauarbeiten fortgesetzt und abgeschlossen. Im selben Jahr wurde auch eine neue Kanzel aus Holz angeschafft (aufgestellt wurde sie 1765). Anschließend schuf der Retzer Tischler Barth auch die neuen Kirchenbänke. Der aus Znaim stammende Maler Daysinger schuf 1756 die Wand- und Deckengemälde sowie das Altarbild des 1760 fertiggestellten neuen Hochaltars. Durch das 1774 erfolgte Anbringen von Holzschnitzereien im Rokokostil wurden die Orgel und die Orgelbühne der übrigen Einrichtung der Kapelle angeglichen.
Wie viele andere Kapellen auch war die Rathauskapelle durch die Josephinischen Reformen von der Schließung bedroht. Eine kaiserliche Erlaubnis aus dem Jahr 1786 ermöglichte aber weiterhin das Abhalten stiller heiliger Messen.

### Turm
Der an seiner Basis quadratische und vermutlich ab dem vierten Stock sechs- oder achteckige gotische Turm blieb erhalten und wurde 1572 zu einem viereckigen Bauwerk umgestaltet, erhöht und erhielt ein im Renaissancestil gehaltenes Blechdach. Aus dieser Zeit stammen vermutlich auch die Renaissancefenster. Der nunmehrige Rathausturm erhielt eine von dem in Znaim ansässigen Uhrmacher Hanns Preckl angefertigte Uhr und auch die vier Uhrtafeln wurden von einem Maler aus Znaim gemalt.
Zwischen 1615 und 1618 wurde der Turm um rund sieben Meter auf eine Mauerhöhe von 33,7 Meter erhöht und der Umgang neu errichtet, wobei die Hauptarbeiten im Jahr 1615 durchgeführt und bis 1618 nur noch Kleinigkeiten erledigt wurden. So erhielt die Uhr neue Zifferblätter und vergoldete Zeiger. Mit der doppelten Renaissancekuppel mit Kupferdach beträgt die Gesamthöhe des Rathausturms 57,3 Meter.
Im Jahr 1614 wird ein aus zwei Glocken bestehendes Geläute erwähnt, welches 1625 um eine dritte Glocke erweitert wurde. Die vierte Glocke wurde 1714 gespendet. Eine weitere Glocke wurde 1758 angeschafft und eine der bisherigen Glocken von einem in Znaim tätigen Glockengießer umgegossen. 1778 wurde ebenfalls in Znaim eine weitere Glocke umgegossen. 1892 wurden vier Glocken neu gegossen.
1768 wurde der Rathausturm frisch verputzt und verschiedene Arbeiten durchgeführt.1774/1775 wurde das Turmdach erneuert.
Bürgermeister Vinzenz Würth ließ 1833 die bisher im Nalberturm untergebrachte städtische Rüstkammer in das Zimmer mit dem Erkerfenster im dritten Stock übersiedeln. Da der Protokollist Geißler hier auch den musealen Bestand an Waffen, Bildern, Urkunden und ähnlichem unterbrachte, ordnete, beschrieb und katalogisierte, entstand hier das erste niederösterreichische Heimatmuseum.
Als Ersatz für das alte Uhrwerk wurde 1870 bei den Gebrüdern Resch in Wien ein neues Uhrwerk für die Turmuhr angeschafft. Dieses besaß auch einen Minutenzeiger und schlug die Viertelstunden. Außerdem musste das Kuppeldach erneuert werden. 1878 wurde ein Blitzableiter installiert. Im Jahr 1924 wurde das ostseitige Zifferblatt der Turmuhr durch ein durchscheinendes ersetzt und dieses mit elektrischem Licht beleuchtet.
Eine schadhaft gewordene Glocke wurde 1892 zum Anlass für die Anschaffung von vier neuen Glocken genommen. Die neuen Glocken wurden in Wiener Neustadt vom Glockengießer Peter Hilzer aus dem Material des alten Geläutes gegossen und war etwas schwerer als das alte. Aufgezogen wurden die neuen Glocken am 28. Juni desselben Jahres. Während des Ersten Weltkriegs wurden sie für Rüstungszwecke beschlagnahmt.

## Beschreibung
Das Rathaus mit der Marienkapelle wurde grätzelartig auf der höher gelegenen Westseite des Hauptplatzes errichtet. Das ursprünglich gotische Bauwerk wurde später frühneuzeitlich und Barock verändert.
Das hohe, rumpfartige Gebäude besitzt an seiner Ostseite einen leicht eingezogenen, polygonal geschlossenen Chor mit flachen und abgetreppten Strebepfeilern. An der Nordseite finden sich zwei rundbogige Kellertore sowie eine Tür zum Turmaufgang. Die Südseite verfügt über das rundbogige Kapellenportal aus dem 16. Jahrhundert mit einer barocken Kartusche und die Außentreppe zum Obergeschoß. Das dortige rechteckige Portal stammt ebenfalls aus dem 16. Jahrhundert und trägt im Türsturz als Relief zwei wappentragende Löwen.
Der vorstehende Turm an der Nordseite wird durch Kordongesimse vierzonig gegliedert und durch eine mächtige abgeschnürte Haube aus dem Anfang des 17. Jahrhunderts über einem auf Konsolen gelagerten Laufgang abgeschlossen.
- Die Ausgestaltung der Marienkapelle stammt von Josef M. Daysinger (Wandmalereien, Altarblatt des Hauptaltars), Jakob Barth (Schnitzarbeiten an der Kanzel und den Kirchenbänken) und Johann Caspar Waitzel (Orgel).
- Die Ausgestaltung des Rathaussaales stammen von Johann Gottlieb Starmayr und Martin Johann Schmidt (Kremser Schmidt) (Wandmalereien)

## Drehort
Das Rathaus von Retz war auch ein Drehort für die Fernsehserie Julia – Eine ungewöhnliche Frau. Der Bürgersaal diente als Kulisse für die Gerichtsverhandlungen, während im Ratssaal die Gemeinderatssitzungen aufgenommen wurden. Betreten wurde dieser Gerichtssaal allerdings durch das Tor des Stadtamtes.